# Concerto pour violon de Martin
Pour les articles homonymes, voir Concerto pour violon (homonymie).
Le Concerto pour violon et orchestre est un concerto de Frank Martin. Composé en 1950-51 pour une commande de Paul Sacher, il est créé le 25 janvier 1952 par l'Orchestre de chambre de Bâle sous la direction de Paul Sacher avec Hansheinz Schneeberger au violon.

## Structure
1. Allegro tranquillo
2. Andante molto moderato
3. Presto

- Durée d'exécution : vingt deux minutes.